# Friedensreich Hundertwasser
Friedensreich Regentag Dunkelbunt Hundertwasser (15 tháng 12 năm 1928 – 19 tháng 2 năm 2000) là một nghệ sĩ người Áo (cuối đời ông nhập quốc tịch New Zealand). Sinh ra tại Vienna với tên khai sinh là Friedrich Stowasser, ông là một trong những nghệ sĩ Áo nổi tiếng nhất đương đại mặc cho những tranh cãi về ông cuối thế kỷ 20.

## Cuộc đời
Chiến tranh thế giới thứ hai là khoảng thời gian khó khăn cho Hundertwasser và mẹ của ông, bà Elsa người Do Thái. Họ đã tránh được sự khủng bố khi giả làm người theo đạo Thiên Chúa. Hundertwasser được rửa tội như một tín đồ Công giáo năm 1935. Để tránh bị phát hiện, Hundertwasser cũng tham gia vào Đoàn Thanh niên Hitler.